# SUZUKI Breakfast News
『SUZUKI Breakfast News』（スズキ・ブレイクファスト・ニュース）は、2009年4月1日から2019年3月29日までJFN系列35局ネットで放送された報道番組・情報番組。スズキの一社提供番組。
なお、本項目では8:09から放送されるミニ番組についても詳述する。

## 概要
2009年3月31日まで放送されていたラジオドラマ『SUZUKI Inside Story』の後継番組として、放送が開始された。TOKYO FMの朝の番組『クロノス』内で放送されている。
10分間のミニ番組でオープニングの後に5項目ほどのヘッドラインニュース（スポットニュース）を伝える。毎日1つの話題を紹介し、話題に関連した楽曲を放送して番組は終了する（楽曲が流れずに終了する場合もある）。なお、2010年4月1日放送分より、オープニングで1曲放送しCM後にヘッドラインニュースと話題を伝える形式に変更した。
JFN系列38局のうち、FMぐんま・RADIO BERRY・FM三重では放送されていない（後続の8時9分からの番組も含む、いずれも自社制作番組を放送）。広島FMでは、8月6日は広島平和記念式典の中継のため臨時非ネットとなる。なお、radikoの場合、群馬県・栃木県では、TOKYO FMを、三重県では、@FMをそれぞれ聴くことができる。
2011年3月11日に発生した東北地方太平洋沖地震（東日本大震災）に伴い、同年3月14日から3月18日までは番組を休止した。翌週の3月21日から番組を再開したが、3月25日まではCMなしの放送を実施。3月28日からはCM枠が復活したが、スズキは番組提供のみで、CMはすべてACジャパンに差し替えられていた。
『クロノス』が終了するのに伴いこの番組も2019年3月29日をもって番組が終了。10年の放送に幕を降ろした。

### ルートインホテルズ 今日のスポーツ
『ルートインホテルズ 今日のスポーツ』は月曜日から金曜日の8:09〜8:10、放送されている、スポーツニュースコーナー。前番組から引き継ぎルートインホテルズ提供
2015年4月1日放送開始。
前番組をスポーツに関するものに限定してリニューアルしたもの。流れ等は下記参照。
なお当番組はクロノスの後継番組「ONE MORNING」にも内包され引き続き放送される。

### ルートインホテルズ 今日のキーワード
『ルートインホテルズ 今日のキーワード』は月曜日から金曜日の8:09〜8:10、放送されている、ニュースのキーワードを解説するコーナー。WAKE UP NEWSから引き継ぎルートインホテルズ提供
2014年4月1日に放送開始。2015年3月31日放送終了。
流れとしては、中西がコーナー名・OPコメント・キーワードの提示→高橋がキーワードについて解説→それを受けた中西がコメント→中西による「今日も元気にいってらっしゃい。」で、締める。
TFMと上記3局以外の34局では、上記の中西のコメントが実質降りコメントとなる。

### Weather Guide
『Weather Guide』（ウェザーガイド）は、月曜日から金曜日の8:09〜8:10、放送されていた天気予報のコーナー
2009年4月1日から（2012年4月16日-2013年3月29日を除く）放送開始。2014年3月31日放送終了。
2013年4月1日から2014年3月14日放送分まではTOKYO FM向けとJFNネット局向けに放送内容が異なり、TOKYO FMでは中西が首都圏の天気予報と交通情報（TOKYO FM トラフィックレポート）を伝え、その他のネット局では高橋が全国の天気を伝えていた。

### 武井咲「今日の一句」
『第一生命 武井咲「今日の一句」』（だいいちせいめい たけいえみ「きょうのいっく」）は、2012年4月16日から2013年3月29日まで放送されていたコーナー。第一生命保険の一社提供。
女優で、2011年から第一生命保険のイメージキャラクターを務めている武井咲が出演。第一生命保険が主催する「サラリーマン川柳」の過去のノミネート作やリスナーからの川柳を毎朝一句紹介していた。

## 放送時間
JFN35局：月曜 - 金曜 8:00 - 8:09（JST） - 『クロノス』内で放送。
Weather Guide/武井咲「今日の一句」
月～金　8:09-8:10（一部未ネット局あり）

## パーソナリティー
- 中西哲生 (月 - 木[1]、2009年4月1日 - 2019年3月28日)
- 柴田幸子(月 - 木、2009年4月1日 - 2010年3月31日)
- リサ・ステッグマイヤー (金、2009年4月3日 - 2010年3月26日)
- 永田実 (金、2009年4月3日 - 2010年2月26日)
- 大沢陽子 (金、2010年3月5日 - 2010年3月26日)
- 古賀涼子(月 - 金、2010年4月1日 - 2011年9月30日)
- 高橋万里恵 (月 - 金、2011年10月3日 - 2018年3月30日)
- 速水健朗 (金、2016年4月1日 - 2019年3月29日)
- ケリーアン (月 - 水、2018年4月2日 - 9月26日)
- 綿谷エリナ (月 - 金[2]、2018年4月4日 - 2019年3月29日)